# أكاديمية شآم للعلوم الطبية
أكاديمية شآم للعلوم الطبية Shaam Medical Sciences Academy: هي أكاديمية طبية تعليمية تدريبية جامعية غير حكومية وغير ربحية، ذات أهداف سامية تقوم على إعداد الطلاب على أسس علمية طبية ليكونوا قادرين على الرعاية الصحية للأفراد والمجتمع بما يتفق مع القيم الأخلاقية والإنسانية النبيلة.تم البدء في عمل الأكاديمية في منتصف عام 2014 وسط الحصار القاسي على الغوطة الشرقية وندرة الكوادر الطبية المؤهلة علميا وعمليا. تمنح الشهادات الفنية للكوادر الطبية والصحية وللبرامج التدريبية الأكاديمية الدولية والمحلية ودرجات متعددة في اختصاصات التمريض وفني الصيدلة والمعالجة الفيزيائية والأطراف الصناعية وصيانة الأجهزة الطبية والتمريض المساعد ودبلومات العناية المشددة. 

## نشأة الأكاديمية
بعد سنوات مضنية من الحرب تفرز يوميا عشرات الإصابات التي تحتاج للرعاية الطبية من قبل أطباء مختصين وفنيين مساعدين لهم. للأسف في ظل القتل والتهجير والاعتقال خسرت بلادنا الكثير من الخبرات الضرورية وخاصة الطبية مع شدة الحاجة لها. وأشارت الاحصاءات في بداية عام 2014 إلى وجود 570 ممرض في الغوطة الشرقية 95% منهم لا يحملون شهادة تمريض وانما هم طلاب جامعات ومعاهد وعمال عاديين تم تدريبهم بدورات تمريضية تتراوح مدتها من 15 يوم إلى 3 أشهر، ليغطوا النقص الحاصل في المجال التمريضي الطبي.وهنا كان من الضروري وجود كيان أكاديمي معنى بالأمور الطبية والصحية يعني بتقديم تدريب أكاديمي دولي ونوعي وتقديم الكوادر المؤهلة لمساعدة المصابين خلال الحرب. وبهذا، بدأت الأكاديمية عملها واستقطبت العديد من أصحاب الكفاءات والخبرات والمؤهلات العلمية. حملت الأكاديمية خلال فترة تأسيسها الأولى اسم «معهد العلوم الطبية». في عام 2014، وبمساعدة من اتحاد الأطباء الأحرار في الغوطة الشرقية. حيث بدأت أكاديمية شآم للعلوم الطبية عملها في قسم التمريض في نيسان عام 2014 م حيث تم قبول الدفعة الأولى في اختصاص التمريض من حملة شهادة البكلوريا، ومنذ بداية العمل التعليمي في الأكاديمية تم التنسيق مع وزارة الصحة في الحكومة السورية المؤقتة، مديرية صحة دمشق وريفها شعبة دمشق ليسير  العمل التعليمي بخطوط توافقية مع البنى الطبية وبهدف وضع معايير لعمل المشافي والنقاط الطبية المتواجدة في دمشق وريفها بشكل مبدئي وسعيا لتوسيع هذا العمل في سوريا كلها إن شاء الله تعالى، ومع بداية العام الدراسي 2014-2015م تم قبول دفعة أخرى من التمريض شعبة ذكور وشعبة اناث. ثم مع بداية العام الدراسي الحالي 2015-2016تم قبول الدفعة الثالثة من التمريض وتم افتتاح اقسام جديدة (المعالجة الفيزيائية والصيدلة) وتم قبول طلاب فيها. وفي بداية العام الحالي 2016-2017 تم قبول دفعة جديدة من طلاب المعالجة الفيزيائية والتمريض والصيدلة كما تم افتتاح قسم الأطراف الصناعية وتمت متابعة دراسة طلاب منقطعين في قسم الأطراف الصناعية، كما تم البدء ببرنامج التمريض المساعد للممرضين العاملين في الحقل الطبي ممن لم يوفقوا بالتحصيل لشهادة الثانوية العلمية بسبب الظروف لكن عملوا كمتطوعين في أقسام التمريض (مدة الدراسة عام دراسي واحد). وتم افتتاح دبلوم العناية المشددة للخريجين من قسم التمريض. وفي هذا العام 2017 تم افتتاح قسم صيانة الأجهزة الطبية.

## الأهداف الاستراتيجية
في ظل حالة عدم الاستقرار التي تشهدها سوريا، كان هناك حاجة ملحة لوجود مثل هذه المؤسسة الطبية ولعل أهم أهدافها:
1. تقديم التعليم الطبي الأكاديمي للطلاب وفقا لطرق وأساليب البحث العلمي المعتمدة بشكل يستجيب لاحتياجات المجتمع ويواكب التطور في العلوم الطبية.وبمعايير دولية
2. تأهيل كوادر طبية على أسس علمية حديثة لرفد المجتمع بخبرات قادرة على حمل الأعباء الطبية. وتهيئة هذه الكوادر للتخفيف من آلام الحرب التي تشهدها سوريا.
3. القيام بالبحوث العلمية بالتعاون العلمي والبحثي المشترك مع المنظمات والهيئات المختصة بذات الأهداف العلمية داخل الوطن الأم وعلى المستوى الإقليمي والدول
4. الاستمرار في تنمية وتطوير برامج التعليم لأعضاء الهيئة التدريسية لتطوير قدراتهم العلمية والتدريسية بما يخدم أهداف الأكاديمية. ودعم استمرار العملية الأكاديمية في سوريا والعمل على إيجاد آلية محددة يتم من خلالها تقديم العلوم الطبية وفقاً للمعايير الدولية.
5. إتاحة الفرصة للطلاب المنقطعين عن الدراسة في المعاهد والجامعات الطبية لإتمام دراستهم، والقيام بصقل خبرات العاملين في النقط الطبية وتأهيلهم علميا.

## نظام القبول
يتم قبول الطلاب من بناءاً على الشهادة الثانوية السورية أو الشهادة الصادرة عن وزارة التربية التابعة للحكومة السورية المؤقتة أو أي شهادة تعادل الشهادة الثانوية السورية، بالنسبة لطلاب أقسام الأكاديمية المختلفة عدا قسم التمريض المساعد يتم القبول بناء على وجود خبرة في مجال التمريض من أكثر من سنتين مع شهادة التعليم الإعدادي كحد أدنى. ويتم القبول حاليا لتسوية أوضاع الطلاب المنقطعين والمتطوعين للعمل في مجال التمريض منذ بدء الحرب في سوريا.
يتم القبول عادة ضمن مفاضلة تصدر في بداية العام الدراسي حسب الحاجة لكل اختصاص في الغوطة الشرقية حاليا بالتعاون مع مديرية صحة دمشق وريفها.

## مؤشرات التميز
تتميز أكاديمية شآم للعلوم الطبية في سوريا بوجود عدد من المميزات التي تجعلها منبراً للمعرفة في الشرق الأوسط ومنها
- مجانية التعليم: تقدم أكاديمية شآم للعلوم الطبية في سوريا خدمات التعليم والتدريب مجانا حيث لا يضطر الطالب لدفع أي رسوم أو مبالغ لقاء دراسته والهدف من ذلك هو دعم عملية التعليم والتخفيف من أعباء الحرب.
- النخبة الأكاديمية: حيث تضم الأكاديمية نخبة من الشخصيات العلمية والفكرية والأكاديمية على مستوى المنطقة كما تضم عدداً من الأكاديميين المتخصصين في المجال الطبي.وتسعى بشكل دائم لتطوير القدرات التعليمية والتدريبة لكافة الكوادر العاملة فيها.
- المجلس الاستشاري العلمي: تضم أكاديمية شآم للعلوم الطبية نخبة من المتخصصين الطبيين حول العالم الذين يشكلون بدورهم مجلساً علمياً بحثياً يشرف على العمل الأكاديمي والفكري والبحثي للأكاديمية. وتحاول توسعة العمل والتعاون مع مختلف الجهات العلمية والبحثية في العالم.